# Grand Prix Formule 1 van Brazilië 2016
De Grand Prix Formule 1 van Brazilië 2016 werd gehouden op 13 november 2016 op het Autódromo José Carlos Pace. Het was de twintigste race van het kampioenschap.

## Vrije trainingen

### Uitslagen
- Er wordt enkel de top-5 weergegeven.

| Vrije training 1 | Pos | No | Coureur          | Constructeur       | Tijd     |
| ---------------- | --- | -- | ---------------- | ------------------ | -------- |
| Vrije training 1 | 1   | 44 | Lewis Hamilton   | Mercedes           | 1:11.895 |
| Vrije training 1 | 2   | 33 | Max Verstappen   | Red Bull-TAG Heuer | 1:11.991 |
| Vrije training 1 | 3   | 6  | Nico Rosberg     | Mercedes           | 1:12.125 |
| Vrije training 1 | 4   | 3  | Daniel Ricciardo | Red Bull-TAG Heuer | 1:12.371 |
| Vrije training 1 | 5   | 77 | Valtteri Bottas  | Williams-Mercedes  | 1:13.129 |
| Vrije training 2 | Pos | No | Coureur          | Constructeur       | Tijd     |
| Vrije training 2 | 1   | 44 | Lewis Hamilton   | Mercedes           | 1:12.271 |
| Vrije training 2 | 2   | 6  | Nico Rosberg     | Mercedes           | 1:12.301 |
| Vrije training 2 | 3   | 77 | Valtteri Bottas  | Williams-Mercedes  | 1:12.761 |
| Vrije training 2 | 4   | 19 | Felipe Massa     | Williams-Mercedes  | 1:12.789 |
| Vrije training 2 | 5   | 3  | Daniel Ricciardo | Red Bull-TAG Heuer | 1:12.828 |
| Vrije training 3 | Pos | No | Coureur          | Constructeur       | Tijd     |
| Vrije training 3 | 1   | 6  | Nico Rosberg     | Mercedes           | 1:11.740 |
| Vrije training 3 | 2   | 44 | Lewis Hamilton   | Mercedes           | 1:11.833 |
| Vrije training 3 | 3   | 5  | Sebastian Vettel | Ferrari            | 1:11.959 |
| Vrije training 3 | 4   | 7  | Kimi Räikkönen   | Ferrari            | 1:12.027 |
| Vrije training 3 | 5   | 33 | Max Verstappen   | Red Bull-TAG Heuer | 1:12.077 |

Testcoureurs in vrije training 1:
 Charles Leclerc (Haas-Ferrari, P21)
 Sergej Sirotkin (Renault, P22)

## Kwalificatie
Lewis Hamilton behaalde voor Mercedes zijn elfde pole position van het seizoen door teamgenoot Nico Rosberg met een tiende van een seconde verschil te verslaan. Ferrari-coureur Kimi Räikkönen ging in de slotfase van de kwalificatie voorbij de Red Bull van Max Verstappen en behaalde hiermee de derde plaats. Hun respectievelijke teamgenoten Sebastian Vettel en Daniel Ricciardo eindigden als vijfde en zesde. De zevende plaats ging verrassend naar Haas-coureur Romain Grosjean, met het Force India-duo Nico Hülkenberg en Sergio Pérez achter zich. De top 10 werd afgesloten door de McLaren van Fernando Alonso.
Na afloop van de kwalificatie ontving MRT-coureur Esteban Ocon een straf van drie startplaatsen vanwege het ophouden van de Renault van Jolyon Palmer.

### Kwalificatie-uitslag
| Pos                 | No | Coureur           | Constructeur         | Q1       | Q2       | Q3       | Grid |
| ------------------- | -- | ----------------- | -------------------- | -------- | -------- | -------- | ---- |
| 1                   | 44 | Lewis Hamilton    | Mercedes             | 1:11.511 | 1:11.238 | 1:10.736 | 1    |
| 2                   | 6  | Nico Rosberg      | Mercedes             | 1:11.815 | 1:11.373 | 1:10.838 | 2    |
| 3                   | 7  | Kimi Räikkönen    | Ferrari              | 1:12.100 | 1:12.301 | 1:11.404 | 3    |
| 4                   | 33 | Max Verstappen    | Red Bull-TAG Heuer   | 1:11.957 | 1:11.834 | 1:11.485 | 4    |
| 5                   | 5  | Sebastian Vettel  | Ferrari              | 1:12.159 | 1:12.010 | 1:11.495 | 5    |
| 6                   | 3  | Daniel Ricciardo  | Red Bull-TAG Heuer   | 1:12.409 | 1:12.047 | 1:11.540 | 6    |
| 7                   | 8  | Romain Grosjean   | Haas-Ferrari         | 1:12.893 | 1:12.343 | 1:11.937 | 7    |
| 8                   | 27 | Nico Hülkenberg   | Force India-Mercedes | 1:12.428 | 1:12.360 | 1:12.104 | 8    |
| 9                   | 11 | Sergio Pérez      | Force India-Mercedes | 1:12.684 | 1:12.331 | 1:12.165 | 9    |
| 10                  | 14 | Fernando Alonso   | McLaren-Honda        | 1:12.700 | 1:12.312 | 1:12.266 | 10   |
| 11                  | 77 | Valtteri Bottas   | Williams-Mercedes    | 1:12.680 | 1:12.420 |          | 11   |
| 12                  | 21 | Esteban Gutiérrez | Haas-Ferrari         | 1:13.052 | 1:12.431 |          | 12   |
| 13                  | 19 | Felipe Massa      | Williams-Mercedes    | 1:12.432 | 1:12.521 |          | 13   |
| 14                  | 26 | Daniil Kvjat      | Toro Rosso-Ferrari   | 1:13.071 | 1:12.726 |          | 14   |
| 15                  | 55 | Carlos Sainz jr.  | Toro Rosso-Ferrari   | 1:12.950 | 1:12.920 |          | 15   |
| 16                  | 30 | Jolyon Palmer     | Renault              | 1:13.259 | 1:13.258 |          | 16   |
| 17                  | 22 | Jenson Button     | McLaren-Honda        | 1:13.276 |          |          | 17   |
| 18                  | 20 | Kevin Magnussen   | Renault              | 1:13.410 |          |          | 18   |
| 19                  | 94 | Pascal Wehrlein   | MRT-Mercedes         | 1:13.427 |          |          | 19   |
| 20                  | 31 | Esteban Ocon      | MRT-Mercedes         | 1:13.432 |          |          | 22   |
| 21                  | 9  | Marcus Ericsson   | Sauber-Ferrari       | 1:13.623 |          |          | 20   |
| 22                  | 12 | Felipe Nasr       | Sauber-Ferrari       | 1:13.681 |          |          | 21   |
| 107% tijd: 1:16.516 |    |                   |                      |          |          |          |      |

## Wedstrijd

### Verslag
De gehele wedstrijd stond in het teken van regenval. De race startte achter de safetycar, die zeven ronden op de baan bleef voordat de coureurs werden losgelaten. Haas-coureur Romain Grosjean was al uitgevallen nadat hij in zijn ronde richting de startgrid crashte. In de dertiende ronde crashte Sauber-coureur Marcus Ericsson, wat opnieuw een safetycarfase veroorzaakte. Hierbij blokkeerde hij de ingang van de pitstraat, die werd gesloten totdat de auto van Ericsson in veiligheid werd gebracht. Daniel Ricciardo zocht echter de pitstraat op tijdens deze periode, wat hem een straf van vijf seconden opleverde. Bij de herstart in ronde 19 crashte Kimi Räikkönen op het rechte stuk van start/finish en konden diverse andere coureurs hem maar nipt ontwijken. Door de rotzooi op de baan werd hierop een rode vlag gezwaaid en werd de race stilgelegd. Na enige tijd werd de race weer herstart achter de safetycar, maar zeven ronden later nam de hoeveelheid regen weer toe en werd de race opnieuw stilgelegd. Toen deze hoeveelheid regen weer afnam, werd de race opnieuw herstart achter de safetycar en vier ronden later werd de groene vlag weer gezwaaid. In ronde 48 kwam de safetycar opnieuw op de baan na een crash van Williams-coureur Felipe Massa, die in zijn laatste thuisrace op dezelfde plek als Ericsson de muur raakte. Na zeven ronden kwam de safetycar opnieuw naar binnen en mochten de coureurs weer met elkaar racen.
De race werd uiteindelijk gewonnen door Lewis Hamilton, die zijn negende overwinning van het seizoen behaalde en zijn teamgenoot Nico Rosberg achter zich liet. Max Verstappen, die tijdens de race twee pitstops meer maakte en zestien ronden voor het einde van de race op de zestiende plaats lag, reed een inhaalrace en eindigde als derde. Sergio Pérez eindigde de race op een knappe vierde plaats, voor Sebastian Vettel, die in de beginfase van de race van de baan spinde maar hierbij geen schade opliep. Toro Rosso-coureur Carlos Sainz jr. behaalde de zesde plaats, voor Nico Hülkenberg en Daniel Ricciardo. Felipe Nasr behaalde met een negende plaats de eerste punten van het seizoen voor zijn team Sauber, dat hierdoor steeg naar de tiende plaats in het constructeurskampioenschap. De top 10 werd afgesloten door McLaren-coureur Fernando Alonso, die in de laatste ronde het laatste punt pakte.

### Race-uitslag
| Pos. | No. | Coureur           | Constructeur         | Rondes | Tijd/Oorzaak uitval | Grid | Punten |
| ---- | --- | ----------------- | -------------------- | ------ | ------------------- | ---- | ------ |
| 1    | 44  | Lewis Hamilton    | Mercedes             | 71     | 3:01:01.335         | 1    | 25     |
| 2    | 6   | Nico Rosberg      | Mercedes             | 71     | +11.455             | 2    | 18     |
| 3    | 33  | Max Verstappen    | Red Bull-TAG Heuer   | 71     | +21.481             | 4    | 15     |
| 4    | 11  | Sergio Pérez      | Force India-Mercedes | 71     | +25.346             | 9    | 12     |
| 5    | 5   | Sebastian Vettel  | Ferrari              | 71     | +26.334             | 5    | 10     |
| 6    | 55  | Carlos Sainz jr.  | Toro Rosso-Ferrari   | 71     | +29.160             | 15   | 8      |
| 7    | 27  | Nico Hülkenberg   | Force India-Mercedes | 71     | +29.827             | 8    | 6      |
| 8    | 3   | Daniel Ricciardo  | Red Bull-TAG Heuer   | 71     | +30.486             | 6    | 4      |
| 9    | 12  | Felipe Nasr       | Sauber-Ferrari       | 71     | +42.620             | 21   | 2      |
| 10   | 14  | Fernando Alonso   | McLaren-Honda        | 71     | +44.432             | 10   | 1      |
| 11   | 77  | Valtteri Bottas   | Williams-Mercedes    | 71     | +45.292             | 11   |        |
| 12   | 31  | Esteban Ocon      | MRT-Mercedes         | 71     | +45.809             | 22   |        |
| 13   | 26  | Daniil Kvjat      | Toro Rosso-Ferrari   | 71     | +51.192             | 14   |        |
| 14   | 20  | Kevin Magnussen   | Renault              | 71     | +51.555             | 18   |        |
| 15   | 94  | Pascal Wehrlein   | MRT-Mercedes         | 71     | +1:00.498           | 19   |        |
| 16   | 22  | Jenson Button     | McLaren-Honda        | 71     | +1:21.994           | 17   |        |
| DNF  | 21  | Esteban Gutiérrez | Haas-Ferrari         | 60     | Elektronisch        | 12   |        |
| DNF  | 19  | Felipe Massa      | Williams-Mercedes    | 46     | Ongeluk             | 13   |        |
| DNF  | 30  | Jolyon Palmer     | Renault              | 20     | Schade ongeluk      | 16   |        |
| DNF  | 7   | Kimi Räikkönen    | Ferrari              | 19     | Ongeluk             | 3    |        |
| DNF  | 9   | Marcus Ericsson   | Sauber-Ferrari       | 13     | Ongeluk             | 20   |        |
| DNS  | 8   | Romain Grosjean   | Haas-Ferrari         | 0      | Ongeluk             | 7    |        |

## Tussenstanden Grand Prix
Betreft tussenstanden na afloop van de race.

### Coureurs
| Positie | No. | Rijder           | Team                 | Punten |
| ------- | --- | ---------------- | -------------------- | ------ |
| 01      | 6   | Nico Rosberg     | Mercedes             | 367    |
| 02      | 44  | Lewis Hamilton   | Mercedes             | 355    |
| 03      | 3   | Daniel Ricciardo | Red Bull-TAG Heuer   | 246    |
| 04      | 5   | Sebastian Vettel | Ferrari              | 197    |
| 05      | 33  | Max Verstappen   | Red Bull-TAG Heuer   | 192    |
| 06      | 7   | Kimi Räikkönen   | Ferrari              | 178    |
| 07      | 11  | Sergio Pérez     | Force India-Mercedes | 97     |
| 08      | 77  | Valtteri Bottas  | Williams-Mercedes    | 85     |
| 09      | 27  | Nico Hülkenberg  | Force India-Mercedes | 66     |
| 10      | 14  | Fernando Alonso  | McLaren-Honda        | 53     |

### Constructeurs
| Positie | Team                 | Punten |
| ------- | -------------------- | ------ |
| 01      | Mercedes             | 722    |
| 02      | Red Bull-TAG Heuer   | 446    |
| 03      | Ferrari              | 375    |
| 04      | Force India-Mercedes | 163    |
| 05      | Williams-Mercedes    | 136    |
| 06      | McLaren-Honda        | 75     |
| 07      | Toro Rosso-Ferrari   | 63     |
| 08      | Haas-Ferrari         | 29     |
| 09      | Renault              | 8      |
| 10      | Sauber-Ferrari       | 2      |